# YUMING HISTORY
『YUMING HISTORY』（ユーミン・ヒストリー／ユーミン・ツインベスト 2BY1）は、荒井由実の編集盤であり、1987年11月28日に発売された。アルファレコードによってアーティストの意思とは関係なく発売された類のアルバム（非公式ベスト・アルバム）であるため、EMIミュージック・ジャパン内の彼女のディスコグラフィーには掲載されていない。
アルファレコードのレコード・CD制作撤退に伴い、現在は廃盤である。

## 概要
- アルファの編集盤ベストアルバム「ヒストリー／ツイン・ベスト」シリーズの1枚で、荒井由実の他にYMOや戸川純など一斉同時発売された。
- 1987年に限定発売した以降、数年間にわたり再発売を繰り返しており、1989年盤はGOLD CD仕様、1990年盤（1991年盤）はイメージ写真が掲載された48ページブックレット仕様になっている。最後に再発売した1991年の翌年1992年は再発売はされず、代わりに選曲内容を一部変えた新編集盤の3枚組『YUMING COLLECTION』を発売した。
- 1987年盤、1988年盤の帯はサブタイトルの「ユーミン・ツインベスト」が大きく書かれており、メインタイトルである「YUMING HISTORY」は小さく書かれているのみである。

## 収録曲
- 全作詞作曲：荒井由実
- 編曲：

### DISC1
1. ひこうき雲
2. 曇り空
3. 空と海の輝きに向けて
4. きっと言える
5. 紙ヒコーキ
6. 雨の街を
1 - 6：アルバム『ひこうき雲』より。
7. 生まれた街で
8. 瞳を閉じて
9. やさしさに包まれたなら (album version)
10. 12月の雨
11. たぶんあなたはむかえに来ない
12. 私のフランソワーズ
13. 旅立つ秋
7 - 13：アルバム『MISSLIM』より。

### DISC2
1. コバルト・アワー
正式なタイトルは、英語表記で「COBALT HOUR」。
2. 卒業写真
3. ルージュの伝言
4. 航海日誌
5. アフリカへ行きたい
1 - 5：アルバム『COBALT HOUR』より。
6. さざ波
7. さみしさのゆくえ
8. 中央フリーウェイ
9. 何もなかったように
10. グッド・ラック・アンド・グッド・バイ
11. 晩夏（ひとりの季節）
6 - 11：アルバム『14番目の月』より。
12. あの日にかえりたい
CDシングル版や『YUMING SINGLES 1972-1976』の初期版の別ミックス版と同じ。
13. 翳りゆく部屋
12 - 13：アルバム『YUMING BRAND』より。

## 発売形態
| 形態 | 発売日         | 品番                             | 発売元                                        | 備考                                                                                        |
| ---- | -------------- | -------------------------------- | --------------------------------------------- | ------------------------------------------------------------------------------------------- |
| CD   | 1987年11月28日 | 50XA-185/186                     | アルファレコード 販売元：ワーナー・パイオニア | 【初出】裏ジャケ黒地、黒帯、歌詞カード：光沢白地、濃グレイトレイ                            |
| CD   | 1988年11月28日 | 50XA-255/256                     | アルファレコード 販売元：ワーナー・パイオニア | 【CD再発】 裏ジャケ黒地、黒帯、歌詞カード：光沢白地、濃グレイトレイ                         |
| CD   | 1989年09月10日 | 54A2-33/34                       | アルファレコード 販売元：ワーナー・パイオニア | 【CD再発】 GOLD CD仕様、GOLD CD専用帯、裏ジャケ白地、歌詞カード：マッド白地、濃グレイトレイ |
| CD   | 1990年03月10日 | ALCA-25/26                       | アルファレコード 販売元：ワーナー・パイオニア | 【CD再発】 裏ジャケ白地、銀帯、歌詞カード：48ページイメージブックレット仕様、濃グレイトレイ |
| CD   | 1991年09月21日 | ALCA-25/26（1990年盤と同一規格） | アルファレコード 販売元：日本コロムビア       | 【CD再発】 裏ジャケ白地、銀帯、歌詞カード：48ページイメージブックレット仕様、白トレイ       |